# حبار مصاص الدماء
الحَبَّار الجَهَنَّمِيّ أو حبار مصاص الدماء (الاسم العلمي: Vampyroteuthis infernalis)، هو نوع من الرخويات يتبع فصيلة حبابير مصاصة الدماء. وهو النوع الوحيد في جنسه. وهو نوع من الرخويات الصغيرة.يتواجد في المحيطات المعتدلة والاستوائية في جميع أنحاء العالم. وُصف لأول مرة عام 1903، تم تصنيفها في البداية كأخطبوط بسبب التشابه في المظهر مع هذه الحيوانات. سُمي بهذا الاسم بسبب اللون الأسود، والجلد غشائي (على شكل الرأس مصاص دماء) والاحمرار في العينين.

## الوصف
يصل طول حبار مصاص الدماء إلى 30 سم تقريباً. وقد يختلف لونه فيكون من لون هلامي ذو سواد إلى لون أحمر شاحب وذلك باعتماد البيئة والموقع والظروف المناخية. تتصل به غشاء فضفاض كالعباءة تحدها من طرف ذراع ما مجموعه ثمانية أذرع مُشكلةً حلقة غشائية. يتصل كل ذراع من أذرع الحبار مصاص الدماء مع العمود الفقري (وتسمى بالهدابات) المرتبة في صفين. يتم تغطية النصف السفلي من الذراعين مع المصاصون. الحبار مصاص الدماء لديه عيون كبيرة (الأكبر في المملكة الحيوانية بالمقارنة مع حجم الجسم). اعتماداً على ضوء ذلك ، فإن العيون تبدو كما لو كانت حمراء أو زرقاء اللون.
كبار الحبار مصاص الدماء يستخدم زوج من الزعانف الصغيرة (الموجودة على جانبيه الجانبية من العباءة). تبدو وكأنها تطير من خلال الماء عندما تبدأ برفرفة الزعانف. يمكن للحبار مصاص الدماء أن تصل سرعته إلى اثنين من أطوال الحيوانات البحرية في الثانية الواحدة.
تقريباً يغطي كامل الجسم من الحبار مصاص الدماء بالأجهزة المنتجة للضوء والتي تعرف بـ photophores. على عكس الأنواع الأخرى من الحبار ، ليس للحبار مصاص الدماء القدرة على تغيير لون جسمه، كما أنها لا تقذف الحبر عندما تحتاج إلى الهروب من الحيوانات المفترسة. وبدلاً من ذلك، تقذف مادة لزجة زرقاء ومخاطة بالتوهج التي تخلط بين الحيوانات المفترسة الجيدة كما في مع الحبر والتي ممكن أن تستمر بالتوهج لأكثر من 10 دقائق.

## الموئل والتكيّف
يعيش الحبار مصاص الدماء على عمق 2000-3000 قدم في درجة حرارة 2-3 درجات مئوية.

## التكاثر
الحبار مصاص الدماء من الحيوانات ذات الإخصاب الداخلي. يقوم الذكر بإخراج الخلايا المنوية في كيس الأنثى. تطلق الأنثى للبيض وتعتني بها حتى يفقس. وتستمر فترة الحضانة لنحو 13 شهراً. لا تأكل الأنثى أثناء فترة الحضانة وتموت من الإرهاق في أقرب وقت بعد فقس البيض. صغار الحبار مصاص الدماء لا تتناول الطعام خلال الأسابيع القليلة الأولى من حياتهم لأنهم ولدوا مع توافر بعض الطاقة الداخلية (نوع من صفار البيض). صغار الحيوانات تخضع لعدة تحولات شكلية قبل بلوغهم مظهر الكبار.